# Volkswagen ID. серія

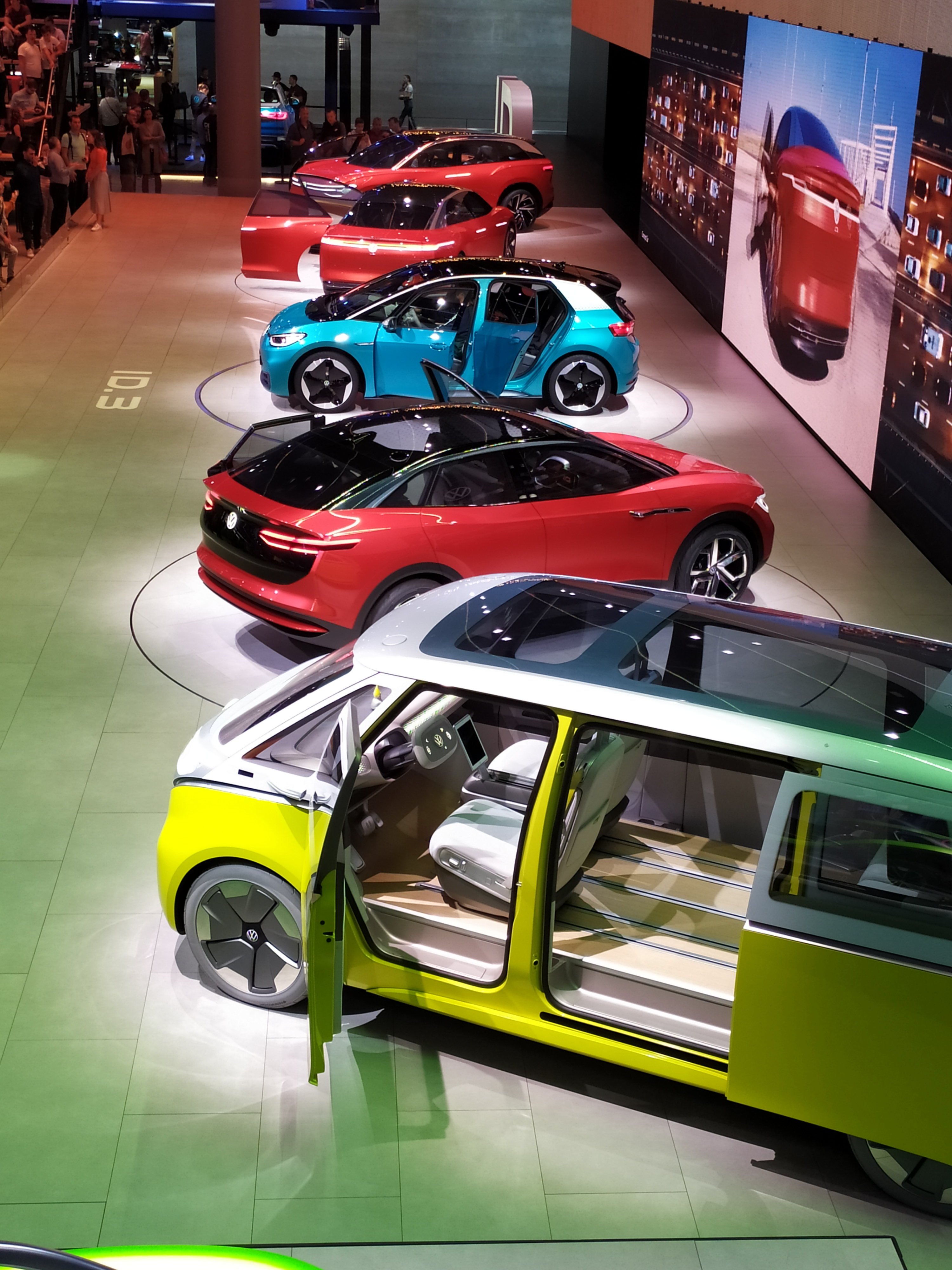
Volkswagen ID. концепт-кари

Volkswagen серії ID. — сімейство акумуляторних електромобілів від Volkswagen (VW), побудованих на платформі MEB (нім. Modularer E-Antriebs-Baukasten; англ. Modular electric-drive matrix), яка розробляється концерном Volkswagen Group для ряду електромобілів. Поставки розпочалися наприкінці 2020 року. До листопада 2022 року було поставлено півмільйона автомобілів.

## Історія та етимологія
ID. серія — це перша серія електромобілів від VW, спеціально розроблених з нуля, щоб стати електромобілями. Більшість серійних автомобілів було адаптовано з декількох моделей концепт-карів. За даними Volkswagen, ID. — розшифровується як «інтелектуальний дизайн, ідентичність і далекоглядні технології».

## Виробничі моделі
| Модель  | Поява           | Тип кузова            | Ринки                                 | Інформація про транспортний засіб                                                                     |
| ------- | --------------- | --------------------- | ------------------------------------- | --- |
| ID.3    | вересень 2020   | Хетчбек               | Європа, Китай та ін                   | Повністю електричний хетчбек сегмента C. Походить від Volkswagen ID. концепт.                         |
| ID.4    | вересень 2020   | Кросовер позашляховик | Європа, Північна Америка, Китай та ін | Повністю електричний дворядний позашляховик C-сегменту . Походить від Volkswagen ID. Концепт Crozz .  |
| ID.5    | листопад 2021   | Купе кросовер SUV     | Європа                                | Купеобрзна версія позашляховика ID.4.                                                                 |
| ID.6    | квітень 2021    | Кросовер-позашляховик | Китай                                 | Трирядний повністю електричний кросовер SUV D-сегменту . Походить від Volkswagen ID. Концепт Roomzz . |
| ID.7    | квітень 2023 р  | седан                 | Європа, Північна Америка, Китай та ін | Седан D-сегмента.                                                                                     |
| ID.Buzz | березень 2022 р | Фургон / мінівен      | Європа, Північна Америка              | Дворядний і трирядний фургон/мінівен. Походить від концептів ID. Buzz та ID. Buzz Cargo.              |
| ID.UNYX | липень 2024 р   | Позашляховик-купе-SUV | Китай                                 | Ребеджинговий Cupra Tavascan з невеликими косметичними змінами, поки продається тільки в Китаї.       |

## Майбутні моделі
| Модель | Сегмент / Тип | виробництво        | Примітки                       | посилання |
| ------ | ------------- | ------------------ | ------------------------------ | --------- |
| ID.1   | А / хетчбек   | 2027 (заплановано) | Заміна VW E-up!                | [ 11 ]    |
| ID.2   | Б / кросовер  | 2025 (заплановано) | За розміром схожий на VW T-Roc | [ 12 ]    |

## Концепт-кари
| Модель             | Сегмент / Тип                      | Зображення | Рік випуску              | Примітки | Посилання            |
| ------------------ | ---------------------------------- | ---------- | ------------------------ | --- | -------------------- |
| ID.                | C / хетчбек                        |            | 2019 (як ID.3)           | Перший концепт-кар ID., представлений на Паризькому автосалоні 2016 року. | [ 13 ]               |
| ID.Crozz           | C / кроссовер                      |            | 2020 (як ID.4)           | Представлений на Шанхайському автосалоні 2017 року; заплановане виробництво 2020 року. | [ 2 ]                |
| ID.Vizzion         | D / седан                          |            | 2023 (як ID.7)           | Представлений на Женевському автосалоні 2018 року; серійний випуск запланований на 2022 рік. Призначений для представлення передових систем допомоги водієві. | [ 2 ] [ 14 ]         |
| ID.Space Vizzion   | D / універсал                      |            | 2023 (як ID.7 Tourer)    | Представлений на автосалоні в Лос-Анджелесі у 2019 році; серійне виробництво заплановане на 2022 рік. | [ 15 ] [ 16 ]        |
| ID.Roomzz          | D / SUV                            |            | 2021 (як ID.6)           | Представлений на Шанхайському автосалоні 2019 року; заплановане виробництво на 2021 рік. | [ 17 ] [ 18 ]        |
| ID.Buzz            | M / мінівен                        |            | 2022 (як ID.Buzz)        | Представлений на Детройтському автосалоні 2017 року; заплановане виробництво 2022 року. Планується вантажний варіант. Схожий на концепт BUDD-e. | [ 2 ] [ 19 ]         |
| ID. Buzz Cargo     | M / мінівен                        |            | 2022 (як ID.Buzz)        | Представлений на Детройтському автосалоні 2017 року; заплановане виробництво 2022 року. Планується вантажний варіант. Схожий на концепт BUDD-e. | [ 2 ] [ 19 ]         |
| ID.R               | Спортивний прототип гоночного авто |            | —                        | Спочатку називався ID. R Пайкс Пік і встановив рекорд дистанції під час Міжнародного сходження на Пайкс Пік у 2018 році; пізніше змагався на Нюрбургринзі (Німеччина), автодромі Гудвуд (Великобританія) та Тяньмень Маунтін (Китай).                                                    | [ 20 ] [ 21 ] [ 22 ] |
| ID.Buggy           | Баггі Dune                         |            | — (Скасовано)            | Представлений на Женевському автосалоні 2019 року. Потенційно може бути запущений у виробництво. | [ 23 ] [ 24 ]        |
| ID.X               | C / хот-хетчбек                    |            | —                        | Прототип продуктивної версії ID.3 з механічними частинами від ID.4 GTX. | [ 25 ] [ 26 ]        |
| ID.Life            | Маленька автівка.                  |            | c. 2024 or 2025          | Представлено на IAA Mobility 2021. |                      |
| ID.AERO            | D / седан                          |            | 2023 (як ID.7)           | Представлений у Китаї 27 червня 2022 року; буде вироблятися у двох окремих версіях двома спільними підприємствами (SAIC VW та FAW-VW). Продаватиметься по всьому світу, а європейська модель буде збиратися в Емдені, починаючи з 2023 року. Еволюція попередньої концепції ID. VIZZION. | [ 27 ] [ 28 ]        |
| ID.XTREME          | C / кроссовер                      |            |                          | Версія на основі ID.4 GTX |                      |
| ID.Project Trinity | ??                                 |            |                          | Набір креслень VW для електромобілів наступного покоління |                      |
| ID.2all            | C / хетчбек                        |            | 2025 (як ID.2 Hatchback) | Електромобіль VW Concapt Hatchback побудований на базі Volkswagen Golf на платформі MEB Entry |                      |
| ID.Next            | D / седан                          |            |                          | Сестринська модель ID.7 для китайського ринку буде вироблятися SAIC Volkswagen, тоді як ID.7 буде вироблятися FAW-Volkswagen. |                      |
| ID.GTI             | B / хетчбек                        |            | 2026 (як ID.2 GTI)       | Спортивна версія ID.2all. |                      |
| ID.Code            | C / кросовер                       |            | —                        | Представлений у квітні 2024 року на виставці Auto China у Пекіні. У ньому представлена мова дизайну, що розроблена спеціально для Китаю. | [ 29 ]               |
| ID.Every1          | A / хетчбек                        |            | 2027 (як ID.1)           | Представлений у березні 2025 року; Виробництво заплановано на 2027 рік. Є еволюцією більш раннього концепту ID.Life. | [ 30 ]               |